# Liste der Monuments historiques in Jazennes
Die Liste der Monuments historiques in Jazennes führt die Monuments historiques in der französischen Gemeinde Jazennes auf.

## Liste der Bauwerke
| Bezeichnung                       | Beschreibung              | Standort | Kennzeichnung | Schutzstatus | Datum | Bild           |
| --------------------------------- | ------------------------- | -------- | ------------- | ------------ | ----- | -------------- |
| Kirche Notre-Dame-de-l’Assomption | Erbaut im 12. Jahrhundert | (Lage)   | PA00104776    | Classé       | 1905  | weitere Bilder |

## Liste der Objekte

### Kirche Notre-Dame-de-l’Assomption
| Bezeichnung        | Beschreibung | Standort | Kennzeichnung | Schutzstatus | Datum | Bild |
| ------------------ | --- | -------- | ------------- | ------------ | ----- | ---- |
| Wandgemälde        | drei Medaillons mit Darstellungen von Maria Himmelfahrt, dem Unbefleckten Herz Mariä und dem Heiligsten Herz Jesu, 19. Jahrhundert | (Lage)   | PM17001485    | Inscrit      | 1985  |      |
| Weihwassereimer    | Kupfer und Bronze, 18. Jahrhundert                                                                                                 | (Lage)   | PM17001690    | Inscrit      | 1991  |      |
| Gemälde Kreuzigung | Ölgemälde mit Holzrahmen, 19. Jahrhundert                                                                                          | (Lage)   | PM17002017    | Inscrit      | 2004  |      |